# Мексиканський перевертень у Техасі
«Мексиканський перевертень у Техасі» — кінофільм режисера Скотта Мегінніса, що вийшов на екрани в 2005 році.

## Зміст
Дивне створіння, що упивається кров'ю, стає реальністю для мирних жителів. Про нього і раніше ходила чутка, але вважалося, що це лише сказання і легенди. Так думали доти, поки кровопивець не переключився з тварин на людей. Тепер небезпека стала близькою як ніколи.

## Ролі
| Актор             | Роль |
| ----------------- | ---- |
| Еріка Фей         | -    |
| Гебріел Гутьеррез | -    |
| Michael Carreo    | -    |
| Мартін Хьюз       | -    |
| Сара Еріксон      | -    |
| Луї Круз Белтран  | -    |
| Марк Хелворсон    | -    |
| Леслі Маршалл     | -    |
| Ренді Мермелл     | -    |
| Кортні Дюбуа      | -    |

## Знімальна група
- Режисер — Скотт Мегінніс
- Сценарист — Скотт Мегінніс
- Продюсер — Кортні Дюбуа, Соня Гарсіа Клайн, Стівен Фромкін
- Композитор — Меттью МакГафі